# آماس‌چهره‌واران
آماس‌چهره‌واران یا ادوپوئیدا (انگلیسی: Edopoidea) یک تبارشاخه منقرض‌شده از دوزیستان بریده‌مهره است که در دوره کربنیفر پسین و پرمین آغازین می‌زیستند. این جانوران از قدیمی‌ترین هم‌کمانان (سیناپسیدها) شناخته‌شده هستند و به عنوان اجداد احتمالی پستانداران در نظر گرفته می‌شوند.

## ویژگی‌ها
- اندازه: آماس‌چهره‌واران معمولاً جانورانی کوچک تا متوسط بودند، با طول بدن از چند ده سانتی‌متر تا حدود یک متر.
- جمجمه: جمجمه آنها معمولاً بزرگ و کشیده بود، با یک دهانه گیجگاهی بزرگ در پشت هر چشم.
- دندان‌ها: دندان‌های آنها مخروطی و تیز بود، که نشان می‌دهد آنها گوشتخوار بوده‌اند.
- پاها: پاهای آنها نسبتاً کوتاه و قوی بود، که نشان می‌دهد آنها احتمالاً در خشکی زندگی می‌کردند.

## اهمیت تکاملی
آماس‌چهره‌واران از اهمیت تکاملی بالایی برخوردارند زیرا آنها از قدیمی‌ترین هم‌کمانان شناخته‌شده هستند. هم‌کمانان گروهی از جانوران هستند که شامل پستانداران و اجداد آنها می‌شوند. آماس‌چهره‌واران به ما کمک می‌کنند تا درک کنیم که چگونه هم‌کمانان از دوزیستان اولیه تکامل یافته‌اند و چگونه ویژگی‌هایی مانند مو، غدد پستانی و خونگرم بودن در پستانداران پدید آمده‌اند.

## نام
دیرینه‌شناس آمریکایی، آلفرد شروود رومر، در سال ۱۹۳۶، نام Edops به معنی «صورت متورم» یا «چهرهٔ آماسیده» را برای این گونه انتخاب کرد (از کلمه یونانی oidos به معنای "ورم" و ops به معنای "صورت"). او اشاره کرد که "استخوان‌های پیش‌فکی به شدت ضخیم شده و به صورت برآمدگی‌های گرد بیرونی درآمده‌اند (از این رو نام جنس را به این صورت انتخاب کرده‌اند)." (املای لاتین "edo" برای "oidos" شبیه کلمه لاتین edo به معنای "پرخور" است، اما این ریشه‌شناسی رسمی این نام نیست). در یک مقاله عمومی در سال ۱۹۴۳، رومر توضیح داد که نام مستعار اولین فسیل کشف‌شده "پدربزرگ برآمدگی‌هاً بود، به خاطر توده‌های استخوانی که در حالی که بقیه جمجمه اول تا حد زیادی از بین رفته بود، باقی مانده بودند. رومر و دستیارش، آر.وی. ویتر، از دانشگاه هاروارد، در سال ۱۹۴۲، Edops را با جزئیات بیشتری از مواد فسیلی اضافی توصیف کردند.